# Georges de La Tour
Georges de La Tour (Vic-sur-Seille, 1593. március 14. – Lunéville, 1652. január 30.) francia festőművész, akinek a művészetét csak a 20. század első felében fedezték fel, festményeit addig mások, neves kortársak alkotásának gondolták. Azóta azonban ismertsége, népszerűsége egyre nő az egész világon, szokatlan fény–árnyék hatásokra épülő képei előtt mindig sorok állnak a kiállításokon.

## Élete

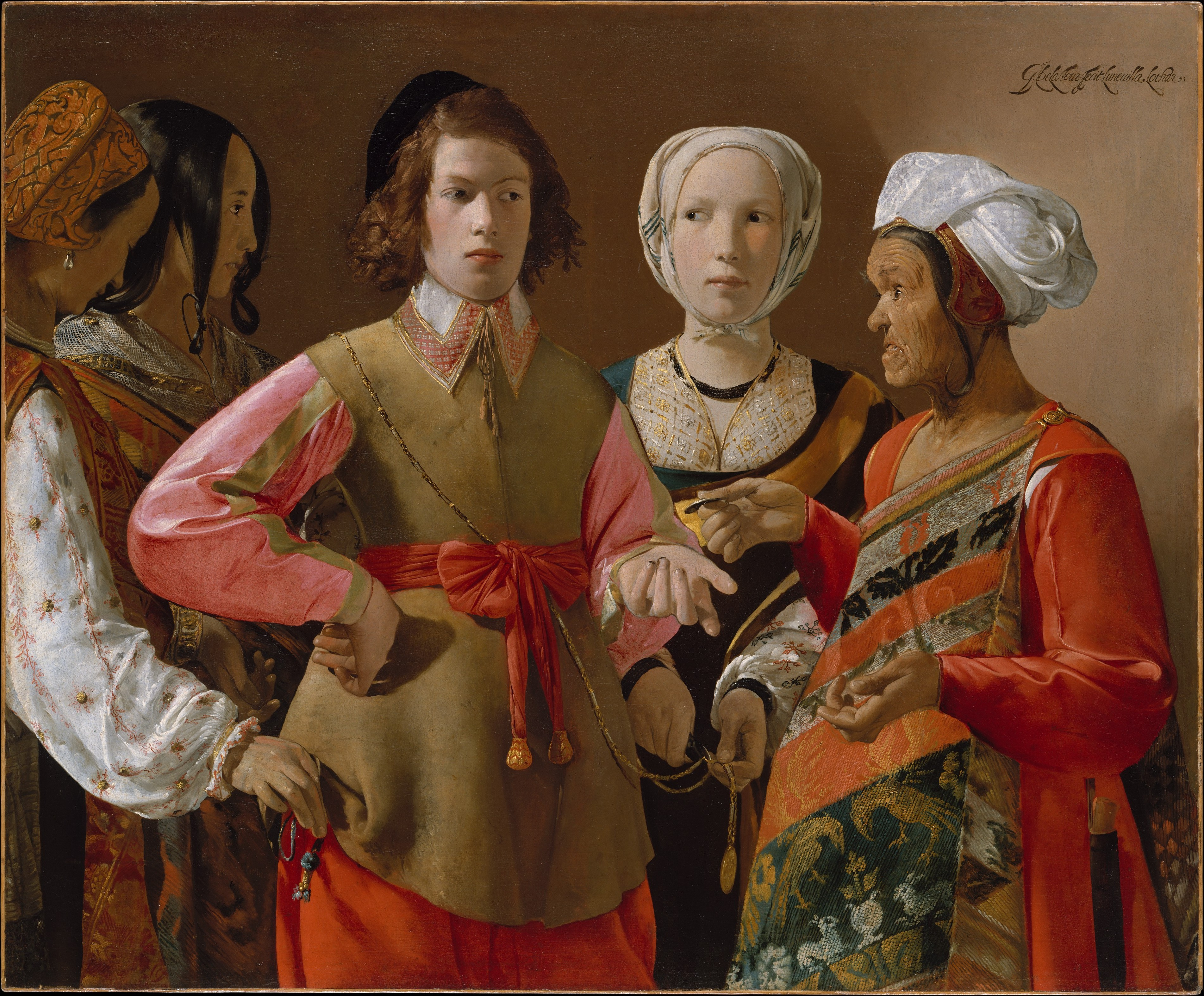
A jövendőmondó (1630, olaj, vászon), Metropolitan Museum, New York

La Tour életéről, a több évszázados elfeledettség miatt is, viszonylag keveset tudunk. A metzi egyházmegyében, Vic-sur-Seille-ben született 1593-ban. Apja Jean de La Tour pék, anyja Sybille de La Tour, valószínűleg nemesi származású asszony volt. Hét gyermekük született, Georges volt a második. Tanulmányairól szinte semmit nem tudni, de az bizonyosnak látszik, hogy pályafutása elején utazást tett Itáliába és/vagy Hollandiába. Inkább stílusából következtetnek arra, hogy valószínűleg kapcsolatba került Caravaggio követőivel, az Utrechti Iskolával, sőt közvetlen kapcsolatba hozzák a holland Hendrick Terbrugghen festővel.
1617-ben megnősült, felesége Diane Le Nerf, egy kisnemesi család sarja volt. 1620-ban Lunéville-ben telepedtek le, ahol műtermet nyitott, és a helyi és környékbeli polgárok megrendeléseire számított. 1620-ban megszületett fiuk, Étienne, aki később apjánál tanult festészetet (később még kilenc gyermekük született). A város eredetileg a Lotaringiai hercegség (Lorraine) része volt, de 1641-ben Franciaország területe lett. La Tour – a megrendeléseknek megfelelően – elsősorban vallásos és zsánerképeket festett, és 1623–1624-ben dolgozott Lorrain hercegnek is. A főúri és a városi nagypolgárság megrendeléseinek köszönhetően viszonylagos jómódban éltek, és festőkirálynak nevezték. 1639-től három évig nincs feljegyzés lunéville-i tartózkodásáról, ezért feltételezik, hogy újabb utazásokat tett. Ebben az időszakban művészettörténészek felfedezik Gerard van Honthorst, utrechti festő hatását is La Tour műveiben.
1652-ben gyilkos járvány söpört végig Lunéville-en, aminek során Georges de la Tour és egész családja elhunyt.

## Művészete

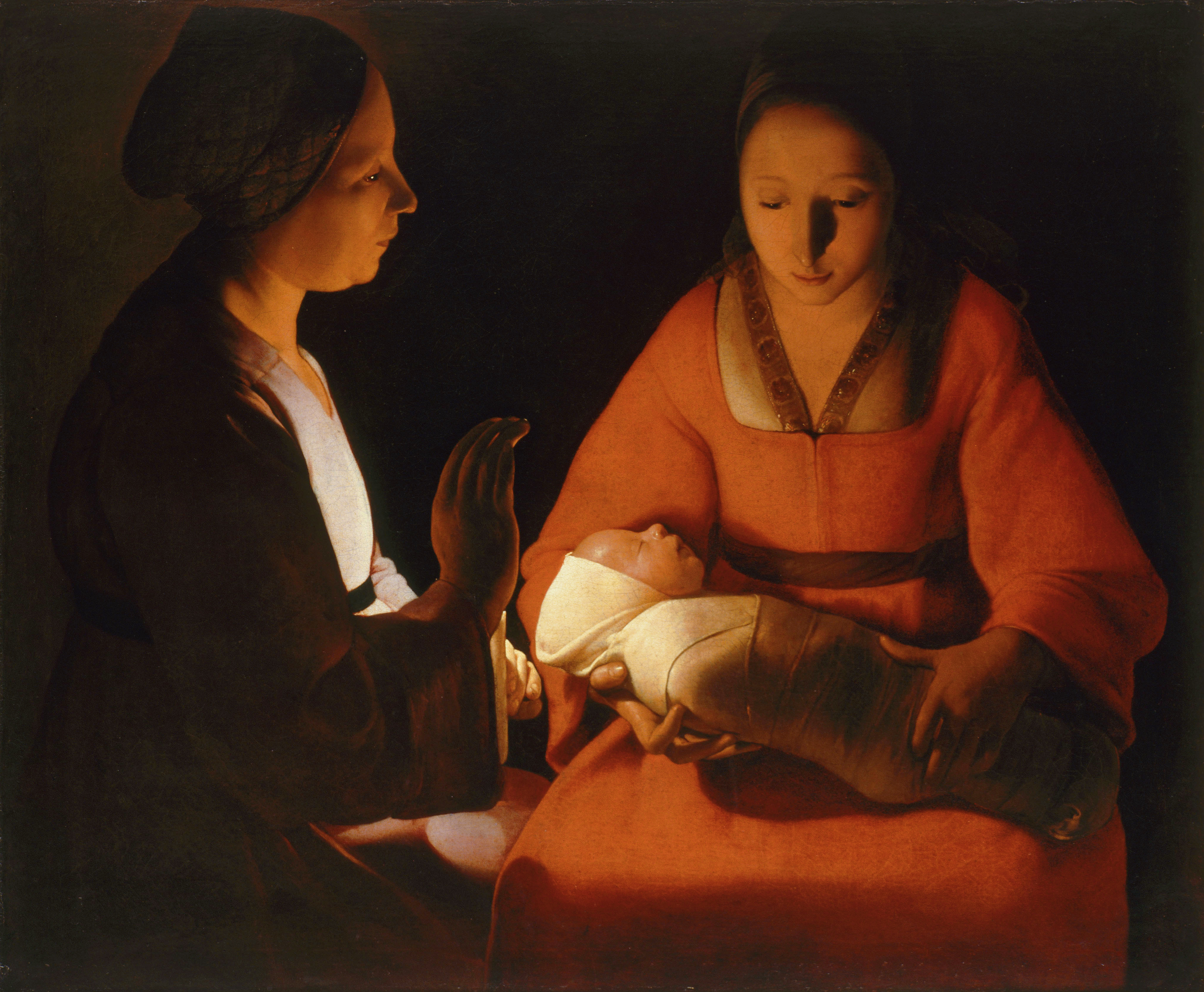
Az újszülött (1640-es évek, olaj, vászon),Musée des Beaux Arts, Rennes

Georges de La Tour munkássága a barokk kor első nagy korszakára esik. Korai képeinek jellemzője a részletgazdagság és a sajátos színvilág, egyértelműen Caravaggio hatását mutatják. Ez a hatás a festő holland követőin keresztül jutott el La Tourhoz. Első a képeiből kora jómódú polgári világát és az egyszerű paraszti életet is megismerhetjük. Ennek a korszaknak az egyik példája A jósnő, amelyen a régies manierista stílus nyomai és Caravaggio hatása is felfedezhetők. A kompozíció kissé kidolgozatlan, az egyik cigánylánynak nem jutott elég hely a képen, emiatt érezzük a festmény bal oldalát kissé összenyomottnak. Jól megoldott viszont a hamvas arcú lány és a ráncos képű jósnő kontrasztja. A jóslást hallgató jómódú ifjú mintha kezdene elbizonytalanodni, oka is van rá, mert a fiatalabbik cigánylány kifosztja. Érezhetően jó hangulatban, szelíd humorral festett kép, miközben nem feledkezik meg a morális intelem közvetítéséről sem. Hasonló a mondanivalója A hamiskártyás című festménynek. Itt a kompozíció sikeresebb, a képnek mélysége van, a balról érkező fény élesen megvilágítja a sötét háttér előtt a szereplőket, és tekintetünket a lényegre, a csalásra tereli. A paraszti témára példa az Öreg földműves, amiből – és a többi hasonló témájú festményéből is – hiányzik a korabeli festők kedélyes látásmódja. A megtört öreg környezetét épp csak jelzi, ami azt szolgálja, hogy ráirányítsa a néző figyelmét az alak nyomorúságára. Másrészt arra is utal, hogy La Tour a természet ábrázolásának egész életében nem szentelt figyelmet, sőt kerülte. Az elesettség ábrázolására további példák Szent Jeromos képei (a változatok eredetisége egyébként bizonytalan), és szembe tűnhet, hogy az öregek modellje mintha azonos lenne. Az egyiknek változatnak (a piros kalaposnak) a kompozíciója feszesebb, a másiknak a festésmódja kifinomultabb.
La Tour későbbi korszakában, nagyjából 1640-től, egyre inkább a fény-árnyék ellentétére építette képeit, gyertyával vagy fáklyával világítva meg szereplőit, a kép témáját. Egyszerűség és nyugalom jellemző ezekre a képekre. Ennek az „új” stílusnak lehet egyik első példája a Jézus születése. A kompozícióban megjelenik a gyertya, amely nagyon szépen, finoman világítja meg az újszülöttet, miközben többi szereplő arca kevésbé van megvilágítva. Feltűnő, hogy képen a szereplő alakok egyike-másika mennyire visszafogottan kidolgozott. Gyertyás megvilágítással készült a Bűnbánó Magdolna is, de a kifejezés ereje még itt sem éri el a nagy „éjszakás” festményekét. A fő hangsúly mintha nem is Magdolnán, hanem a tükör elé állított gyertyán lenne, az elmúlás szimbólumaként. Annál bensőségesebb hangulatú Az újszülött. Szent Anna Máriával és a gyermek Jézussal. A kompozíció a legegyszerűbb, egyben leghatásosabb is; minden a gyermekre irányítja a figyelmet: a fény és a személyek elhelyezése is. A korszak kiemelkedő alkotása a Szent József a gyermek Jézussal című festmény. Jézus segít apjának az ácsmunkában, és a festő ezen a jeleneten keresztül finoman érzékelteti a gyermekalak gyengédségét és tisztaságát, a felnőtt alak szinte monumentális ábrázolásával szemben.
Georges de La Tour gyakran variációkat festett ugyanarra a témára, amiben fia, Étienne is segített neki. Az utókor gyakorlatilag nem tud különbséget tenni a két festő technikája és munkája között. La Tour halála után munkássága és a személye is egyre inkább feledésbe merült, műveit mások alkotásának vélték. 1915-ben egy német művészettörténész, Hermann Voss fedezte fel újra, és egy párizsi kiállítással indult műveinek a nagyközönség általi felfedezése. Az eltelt évtizedekben számos alkotását azonosították, de ezt a munkát nehezítette (és részben a mai napig nehezíti) az a körülmény, hogy az újrafelfedezés okozta váratlan konjunktúrát festményhamisítók sora is igyekezett kihasználni.

## További képek

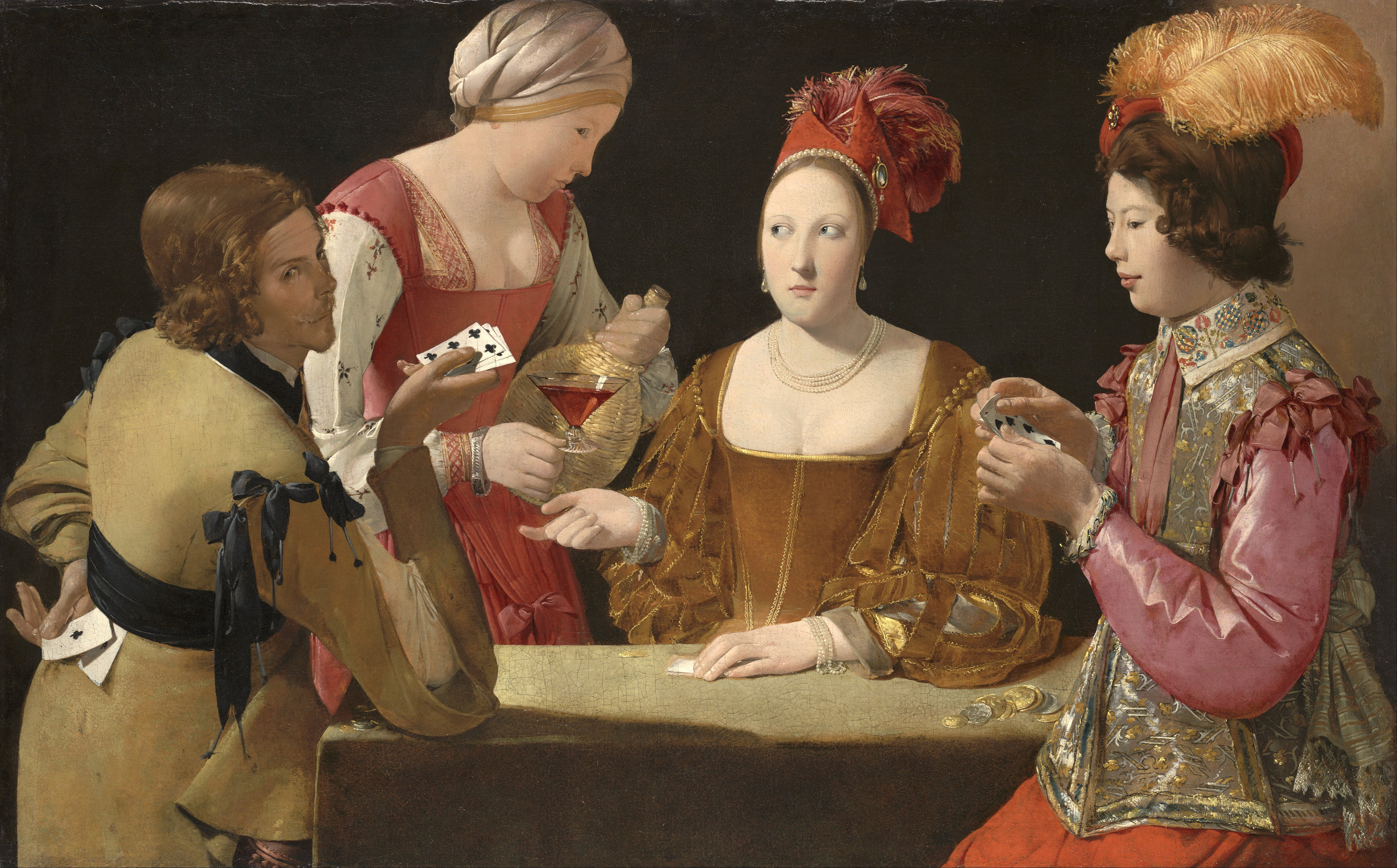
A hamiskártyás (1630–34, olaj, vászon), Kimbell Art Museum, Fort Worth, Texas. Egy változata a Louvre-ban is van.
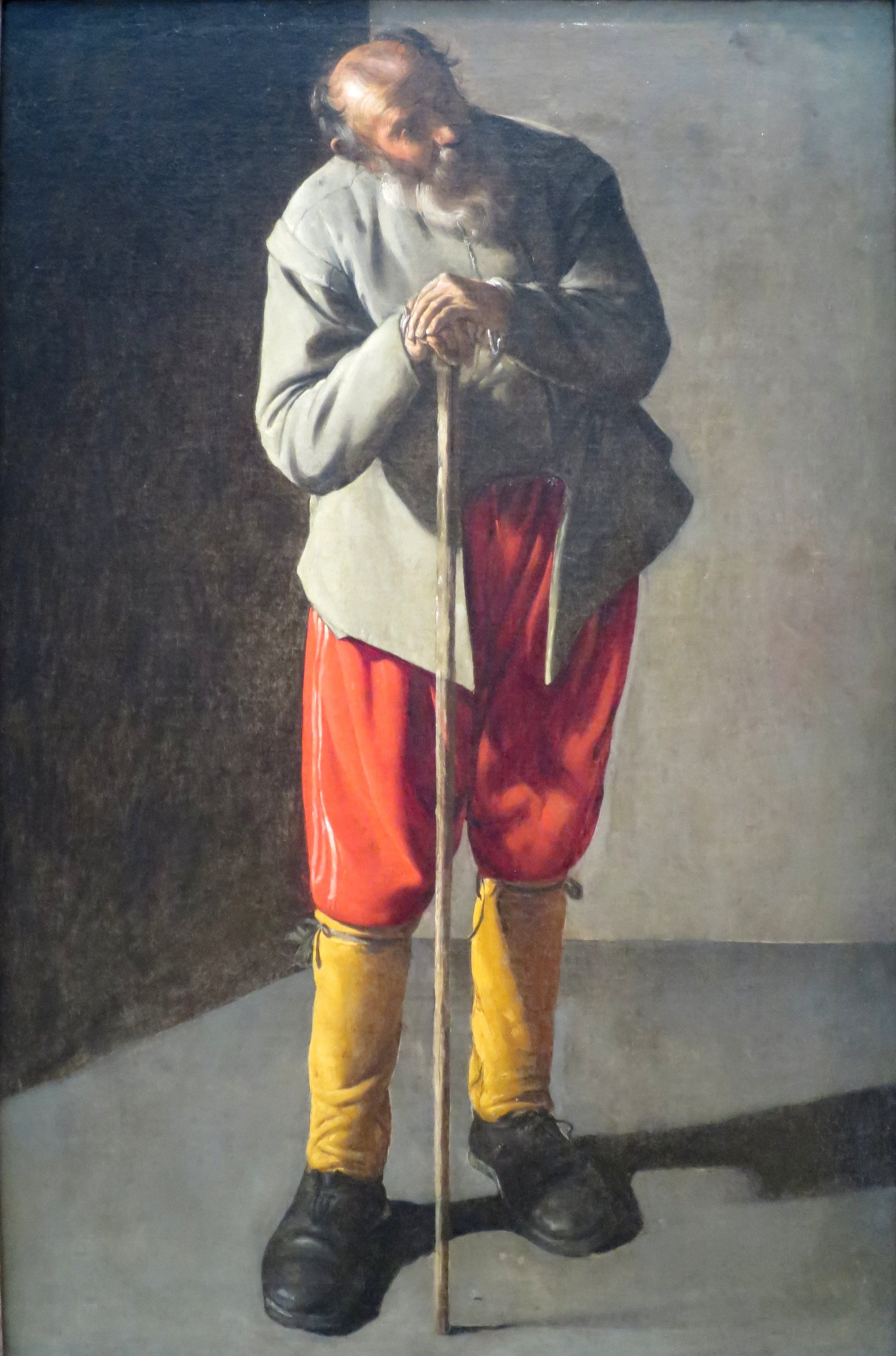
Öreg földműves ( 1624-1650, olaj, vászon), M. H. de Young Museum, San Francisco.
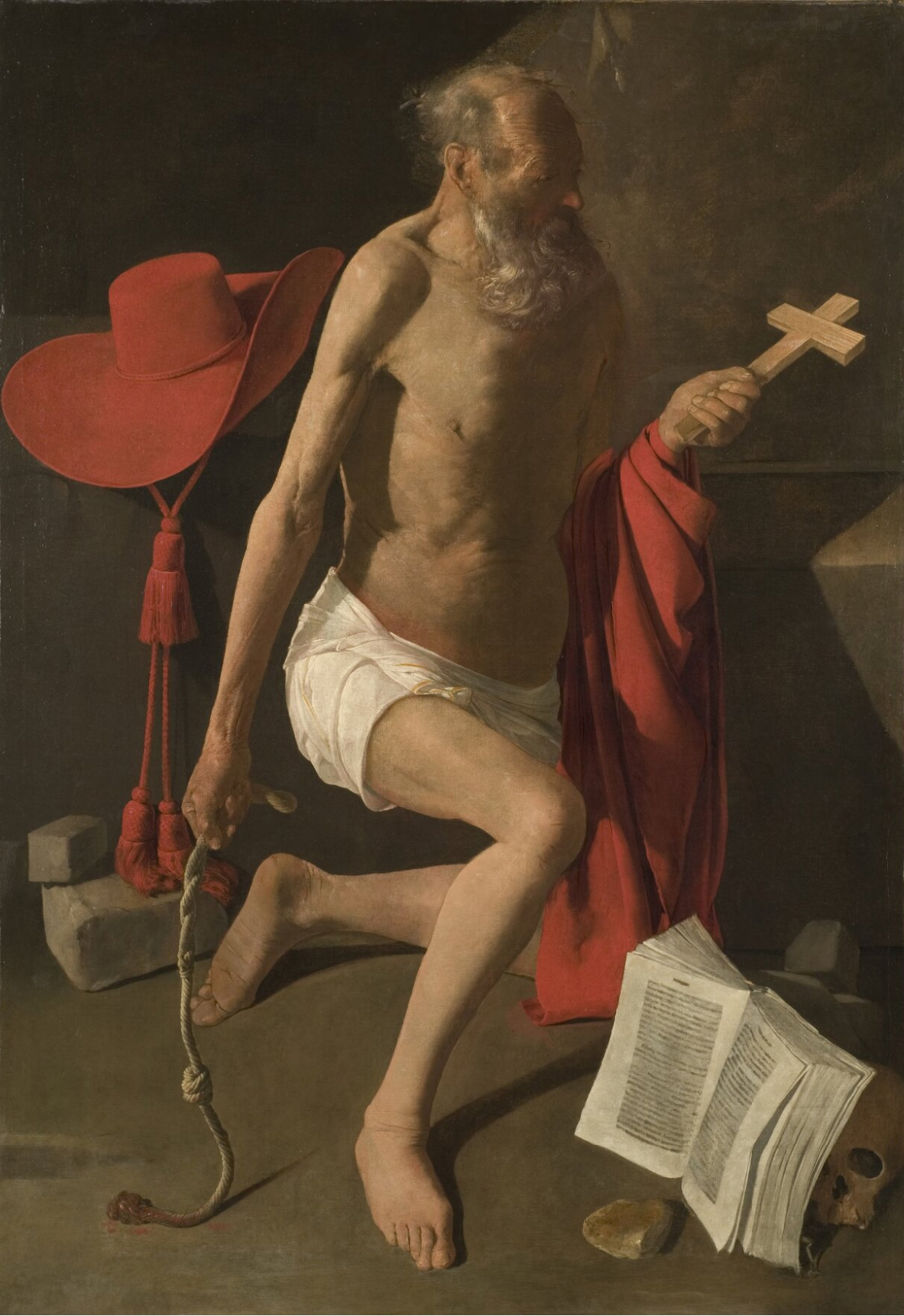
Szent Jeromos (1624-1650 körül, olaj, vászon), Nationalmuseum, Stockholm
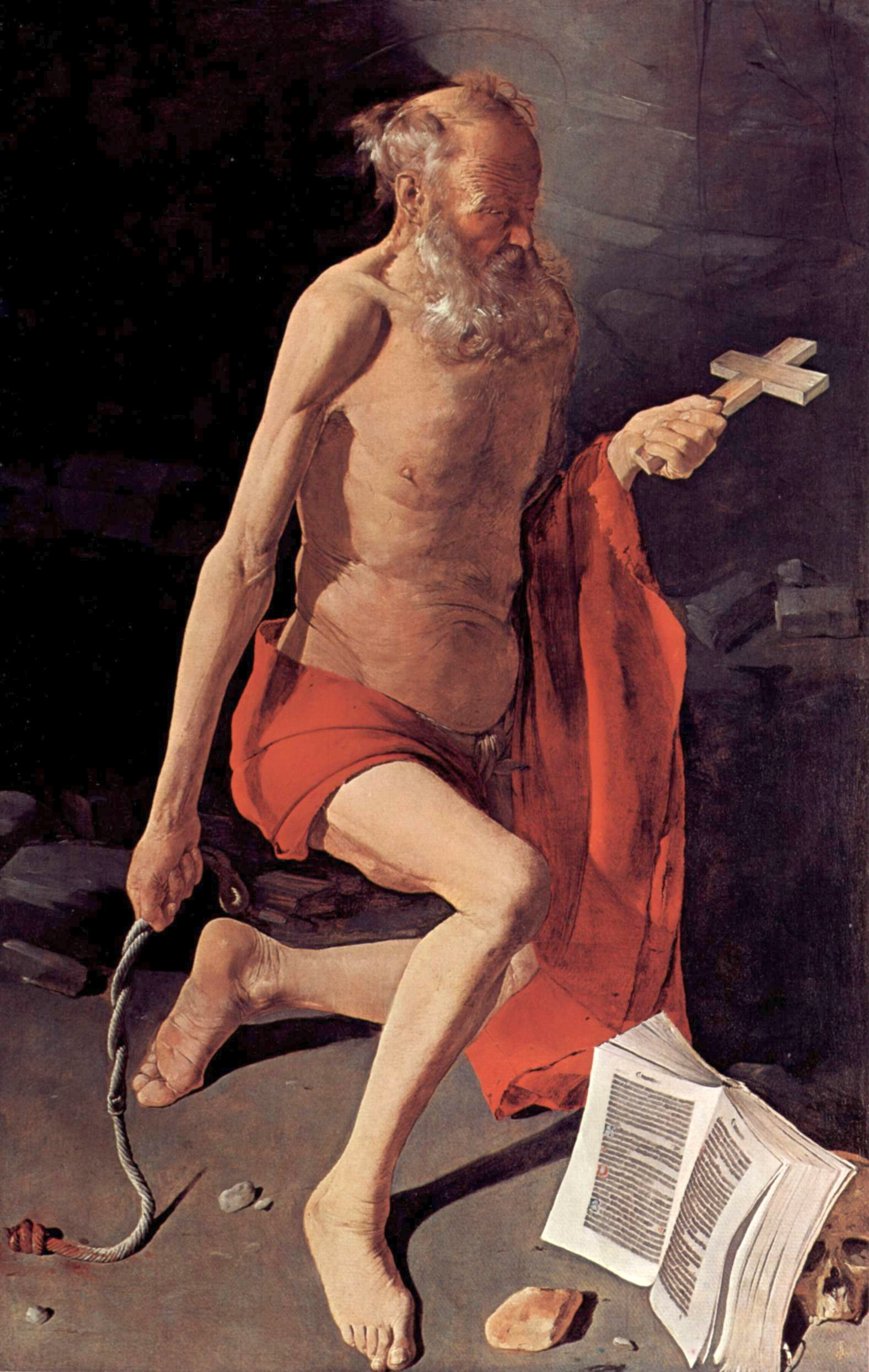
Szent Jeromos (1624-1650, olaj, vászon), Musée de Peinture te de Sculpture, Grenoble
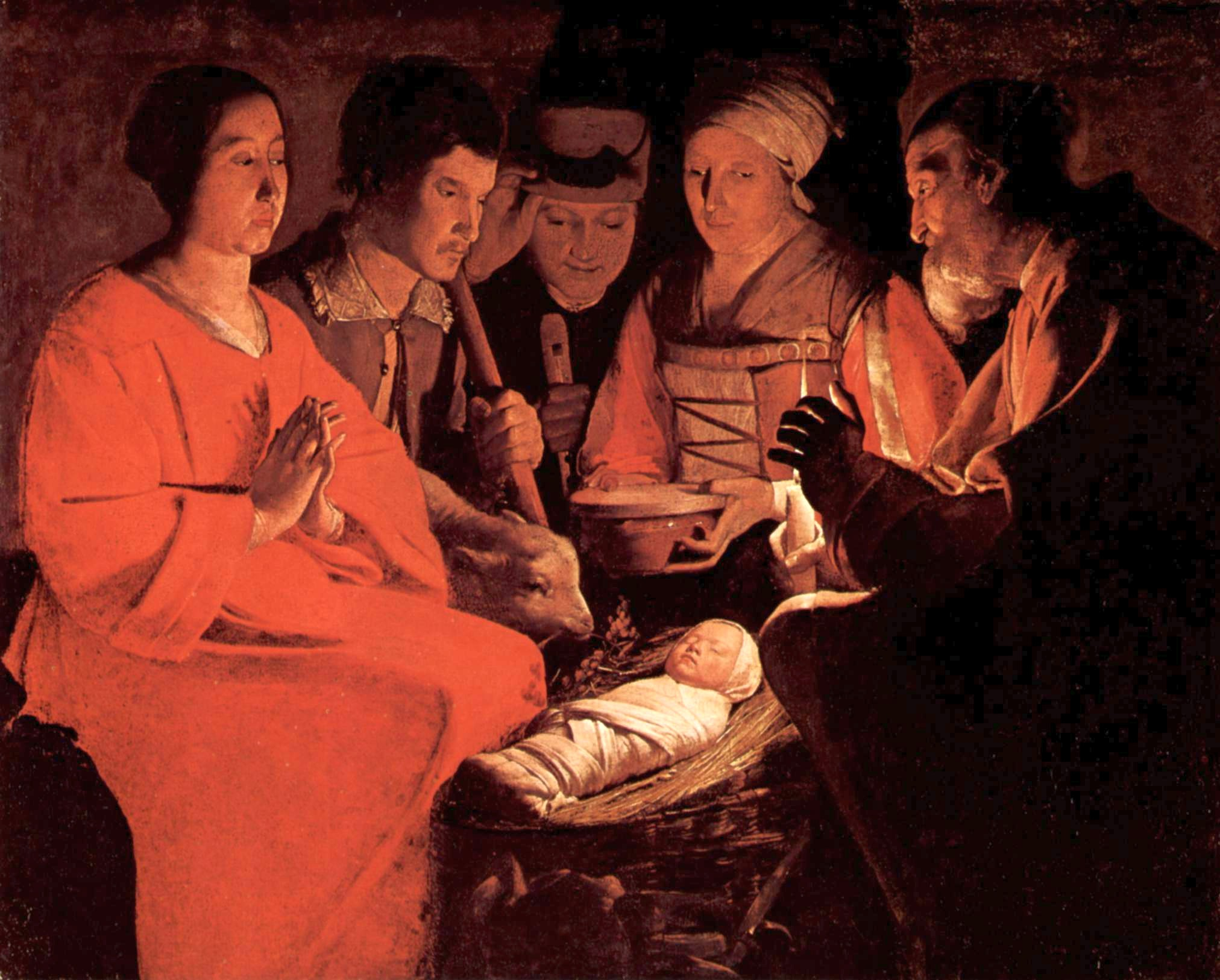
Jézus születése (1645 körül, olaj, vászon), Louvre, Párizs
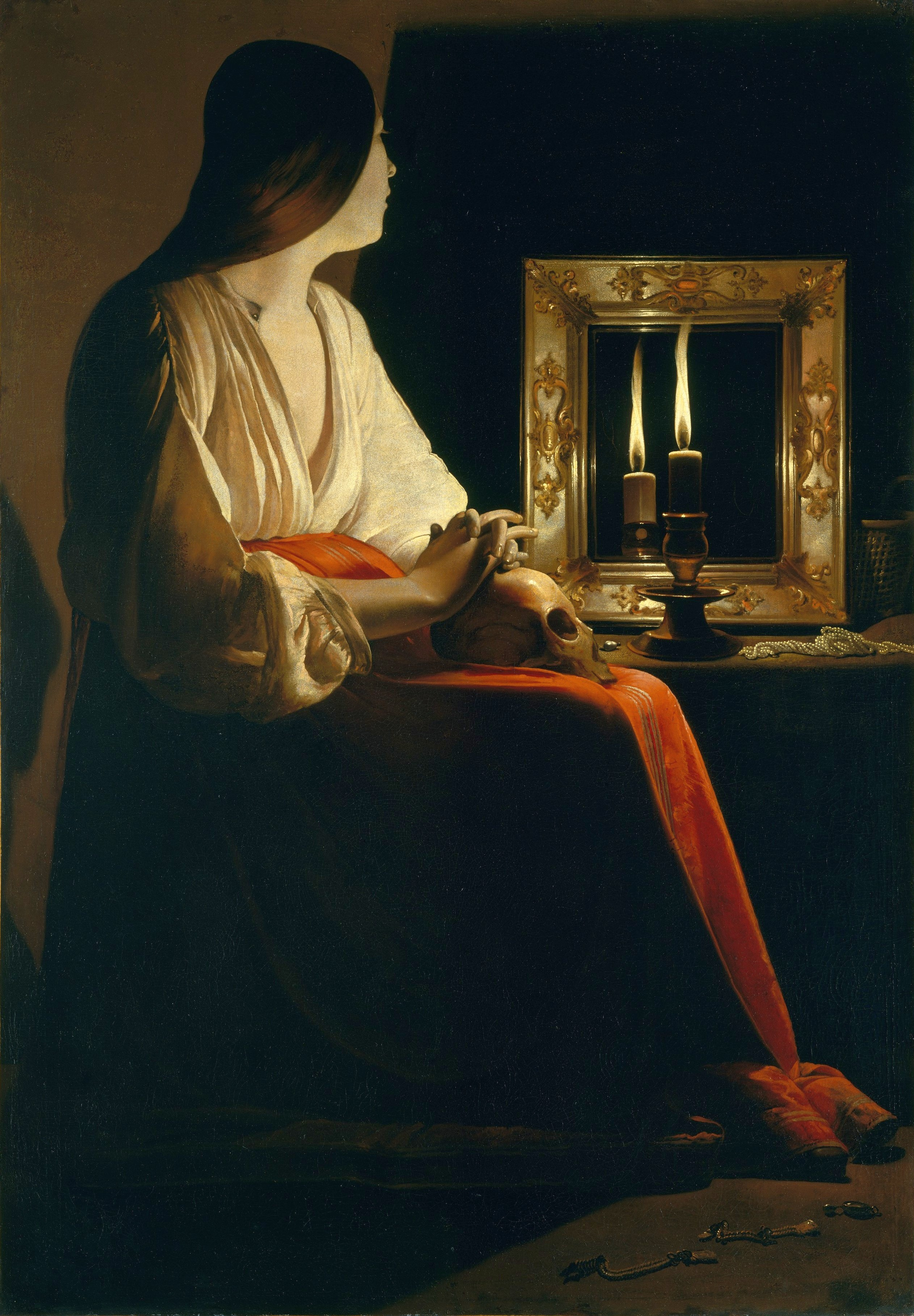
Bűnbánó Magdolna (1625-1650, olaj, vászon), Metropolitan Művészeti Múzeum, New York
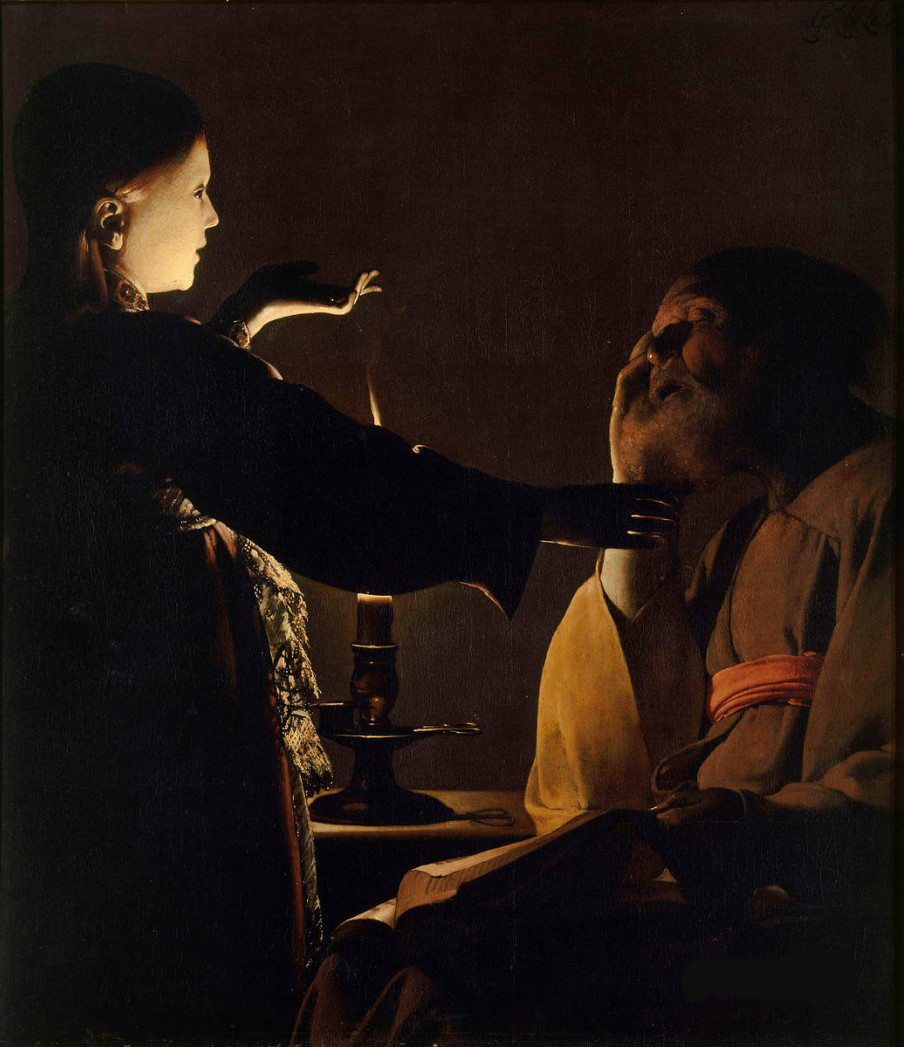
Szent József álma (1628 – 1645, olaj, vászon), Musée des Beaux-Arts, Nantes
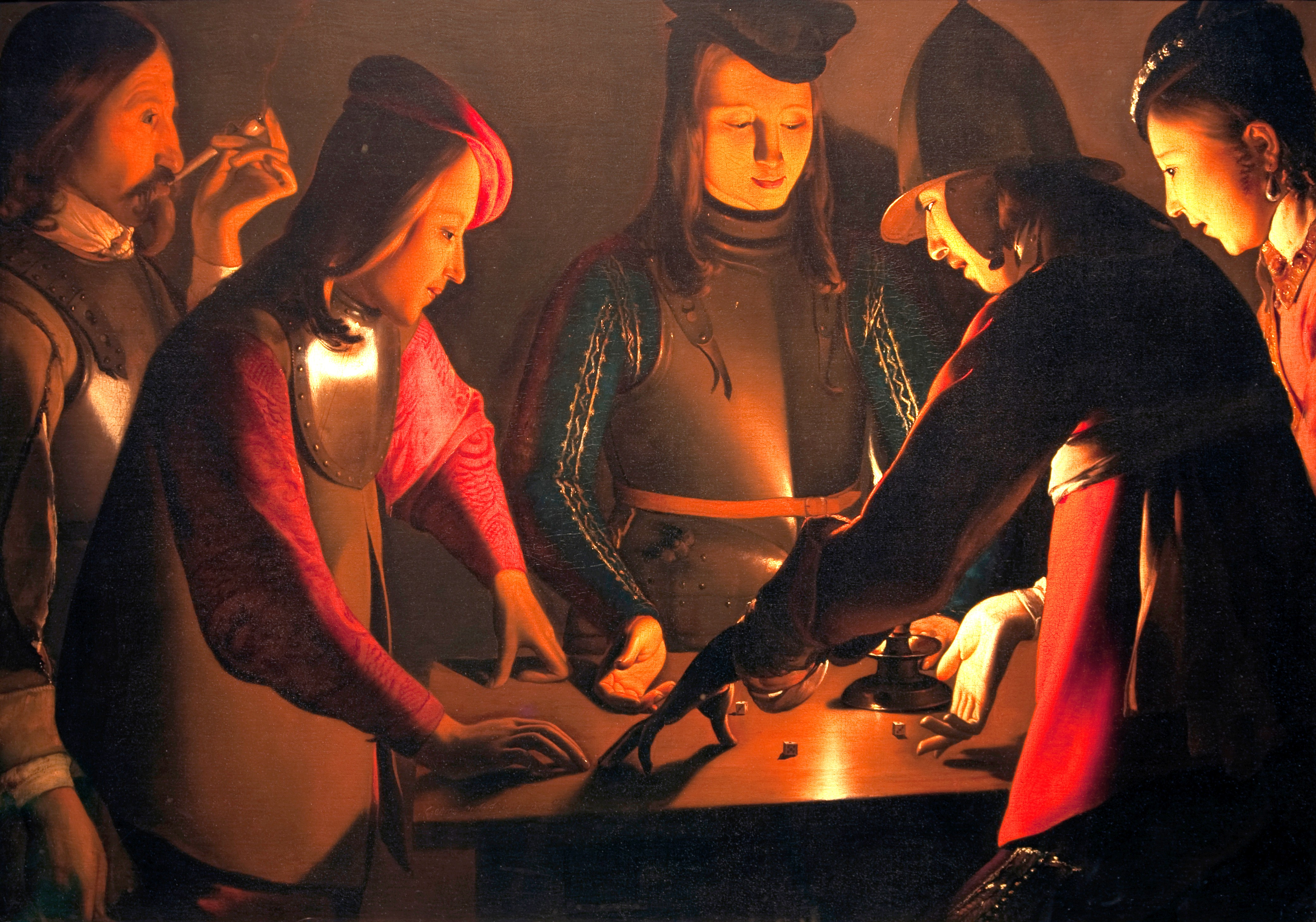
Kockajátékosok (1650-1651, olaj, vászon), Middlesbrough Museum

## Bibliográfia
- Hermann Voss: Tableaux à éclairage diurne de G. de La Tour. In: Formes. Paris, Juni 1931, S. 98–99. (Éditions des Quatre Chemins. no XVI; lire en ligne [archive])
- Pierre Rosenberg, François Macé de l'Épinay: Georges de La Tour : Vie et œuvre. Office du livre, Fribourg 1973, OCLC 473835110, S. 126–127. (« Catalogue raisonné, no 29 »)
- Jacques Thuillier: Tout l'œuvre peint de Georges de La Tour. (= Les Classiques de l'Art). Flammarion, Paris 1973/ 1985, ISBN 2-08-010258-3, S. 91. (« Catalogue des œuvres, no 30 »)
- Pierre Rosenberg, Marina Mojana: Georges de La Tour : catalogue complet des peintures. (= Fleurons de l'Art). Bordas, Paris 1992, ISBN 2-04-019598-X
- Jean-Pierre Cuzin, Pierre Rosenberg (préf. Jacques Thuillier): Georges de La Tour. (= Ausstellungskatalog: Galeries nationales du Grand Palais, Paris, 3 octobre 1997-26 janvier 1998). Réunion des Musées nationaux, Paris 1997, ISBN 2-7118-3592-8
- Jean-Pierre Cuzin, Dimitri Salmon: Georges de La Tour : Histoire d'une redécouverte. (= Découvertes Gallimard. 329). Gallimard, Paris 1997, ISBN 2-07-030053-6
- Jacques Thuillier: Georges de La Tour. (= Les Grandes monographies). Flammarion, Paris 2012, ISBN 978-2-08-128608-5
- Emanuele Castellani, Antonio Fazzini, Chiara Lachi, Daniela Parenti: Georges de La Tour : Le Tricheur à l'as de carreau. (= Le Musée du Monde. 16). Le Monde, Paris 2014, ISBN 978-2-36156-146-8